# 노자와촌 (아오모리현 미나미쓰가루군)
노자와촌(野沢村)은 아오모리현 미나미쓰가루군에 설치되었던 촌이다.

## 연혁
- 1889년 4월 1일 - 정촌제 시행에 의해 히가시쓰가루군 노치촌, 구구리사카촌, 아사무시촌을 합병해, 노자와촌이 발족하였다.
- 1962년 10월 1일 - 아오모리시에 편입되어 소멸하였다.